# Curaçaos Philharmonisch orkest
Het Curaçaos Philharmonisch Orkest (C.Ph.O) was een symfonieorkest met als thuisbasis Curaçao.
Curaçao had voor dit orkest al een aantal orkesten gehad; deze kwamen op en gingen weer. Zo was er het orkest "Harmonie" van Chris Ulder, het orkest "El progresso" van Paul de Lima en "Los Dispuestos" van Rudolf Palm. Rudolf Boskaljon probeerde het in 1912 met het Philharmonisch Orkest, dat in 1917 weer ter ziele ging. In 1939 had hij meer succes met het nieuwe C. Ph.O., dat hij samen met Chris Engels oprichtte, beiden ook al oprichter van het Curaçaosch Museum. Het eerste concert vond op 21 december 1939 plaats in het Brion Theater in Otrobanda. Al tijdens het eerste concert werd op bescheiden schaal werk uitgevoerd van de Curaçaose componisten Charles L. Maduro en Jan Gerard Palm. Boskaljon zou vijfentwintig jaar het orkest leidden. Of het orkest direct beroepsmatig was, is niet bekend, maar veel van de musici hadden tevens een ander beroep, zoals cellist Willem van der Beek (afscheid in 1943), die luitenant-kolonel was. Het orkest werd een soort doorgangshuis voor musici. Bij het tienjarig bestaan in 1949 hadden van de tachtig musici slechts tien musici het begin in 1939 meegemaakt. Bij de viering van het eerste lustrum (20 juni 1944) werden uitsluitend werken van Curaçaose componisten ten gehore gebracht. Het orkest stond diverse keren aan de rand van de afgrond, ze kon onvoldoende musici aantrekken.
Om voldoende aanwas van jonge musici te krijgen werd er rond 1952 een Jeugdorkest opgericht door Eric Gorsira, Harold Martina en Lex Silbiger. In 1964 nam Wim Statius Muller de dirigeerstok van het C.Ph.O over; in 1966 opgevolgd door diezelfde Gorsira. Het orkest was toen aardig geslonken, Gorsira moest het bestaande orkest met leerlingen en leden van het jeugdorkest op peil houden.
In de jaren zeventig ging het Curaçaos Philharmonisch Orkest ter ziele; er bleven twee orkesten over, "Het Curaçaos Jeugdorkest" en het "Symphonie Orkest van Aruba", aldus René A. Römer in Cultureel Mozaïek van de Nederlandse Antillen (1977). In de 21e eeuw is het jeugdorkest alleen nog een stichting. 